# Sentry (astronomie)
Pour les articles homonymes, voir Sentry.
Sentry (sentinelle en anglais) est un système automatisé de prévision de collisions des astéroïdes avec la Terre qui calcule les orbites des astéroïdes géocroiseurs et catalogue les impacts éventuels prévisibles sur les 100 prochaines années. Lorsqu'un impact potentiel est détecté, il est analysé et le résultat est immédiatement publié, associé avec un niveau de risque basé sur l'échelle de Turin, sur le site internet Sentry de la NASA (Near-Earth Object Program).
Ces résultats doivent cependant être relativisés car des astéroïdes apparaissent sur cette liste dès que leur orbite n'interdit pas qu'ils se rapprochent de la Terre, même si leur trajectoire n'est pas encore entièrement définie en raison d'un nombre insuffisant d'observations. La plupart du temps, lorsqu'un nouvel astéroïde est catalogué, il est retiré de la liste quelques jours après, non pas parce que les calculs sont erronés, mais parce que des observations ultérieures ont  éliminé le risque identifié par Sentry.
Sentry est complémentaire au système NEODyS basé à Pise en Italie. Les équipes responsables des deux systèmes sont en constante communication entre elles pour vérifier réciproquement leurs résultats et améliorer l'efficacité et la fiabilité des systèmes respectifs.
Sentry a été créé par la NASA principalement par le Dr Steve Chesley et Alan Chamberlin avec l'aide technique du Dr Paul Chodas. Il a été mis en place en mars 2002 après deux ans de développement. Il est basé au Jet Propulsion Laboratory à Pasadena en Californie.

## Découvertes
Le 26 décembre 2004, Sentry a attribué un risque de niveau 4 d'impact sur l'échelle de Turin à l'astéroïde Apophis (alors encore connu comme 2004 MN4) ; de nouvelles observations ont depuis écarté définitivement ce risque.